# Ilford South
Pour les articles homonymes, voir Ilford.
Circonscription parlementaire de la Chambre des communes
La circonscription d'Ilford South est une circonscription parlementaire britannique située dans le Grand Londres, et représentée à la Chambre des communes du Parlement britannique depuis 2019 par Sam Tarry du Parti travailliste.

## Géographie
La circonscription comprend :
- La partie sud du Borough londonien de Redbridge
- La ville d'Ilford
- Les quartiers de Cranbrook, Loxford, Seven Kings et Goodmayes

## Membres du Parlement
| Élection | Élection     | Membre        | Membre                           | Parti        |
| -------- | ------------ | ------------- | -------------------------------- | ------------ |
|          | 1945         | Jim Ranger    |                                  | Travailliste |
|          | 1950         | Albert Cooper |                                  | Conservateur |
|          | 1966         | Arnold Shaw   |                                  | Travailliste |
|          | 1970         | Albert Cooper |                                  | Conservateur |
|          | février 1974 | Arnold Shaw   |                                  | Travailliste |
|          | 1979         | Neil Thorne   |                                  | Conservateur |
|          | 1992         | Mike Gapes    |                                  | Labour Co-op |
|          | février 2019 | Mike Gapes    | The Independent Group for Change |              |
|          | 2019         | Sam Tarry     |                                  | Travailliste |

## Élections

### Élections dans les années 2010
| Parti         | Parti                            | Candidat             | Voix   | %    | ±    |
| ------------- | -------------------------------- | -------------------- | ------ | ---- | ---- |
|               | Travailliste                     | Sam Tarry            | 35,085 | 65,6 | 10.2 |
|               | Conservateur                     | Ali Azeem            | 10,984 | 20,5 | 0.4  |
|               | The Independent Group for Change | Mike Gapes           | 3,891  | 7,3  | N/A  |
|               | Libéral Démocrate                | Ashburn Holder       | 1,795  | 3,4  | 2.0  |
|               | Brexit                           | Munish Sharma        | 1,008  | 1,9  | N/A  |
|               | Green                            | Rosemary Warrington  | 714    | 1,3  | 0.4  |
| Majorité      | Majorité                         | Majorité             | 24,101 | 45,1 | 9.8  |
| Participation | Participation                    | Participation        | 53,477 | 62,9 | 7.0  |
|               | Travailliste retenir             | Travailliste retenir | Swing  | 4.9  |      |

| Parti              | Parti                | Candidat             | Voix   | %    | ±    |
| ------------------ | -------------------- | -------------------- | ------ | ---- | ---- |
|                    | Labour Co-op         | Mike Gapes           | 43,724 | 75,8 | 11.8 |
|                    | Conservateur         | Christopher Chapman  | 12,077 | 20,9 | 5.0  |
|                    | Libéral Démocrate    | Farid Ahmed          | 772    | 1,3  | 0.6  |
|                    | Green                | Rosemary Warrington  | 542    | 0,9  | 2.0  |
|                    | UKIP                 | Tariq Saeed          | 477    | 0,8  | 4.4  |
|                    | Friends Party        | Kane Khan            | 65     | 0,1  | N/A  |
| Majorité           | Majorité             | Majorité             | 31,647 | 54,9 | 16.8 |
| Participation      | Participation        | Participation        | 57,657 | 69,9 | 13.5 |
| Registre électeurs | Registre électeurs   | Registre électeurs   | 82,487 |      |      |
|                    | Labour Co-op retenir | Labour Co-op retenir | Swing  | 8.4  |      |

| Parti              | Parti                | Candidat             | Voix   | %    | ±     |
| ------------------ | -------------------- | -------------------- | ------ | ---- | ----- |
|                    | Labour Co-op         | Mike Gapes           | 33,232 | 64,0 | +14.6 |
|                    | Conservateur         | Christopher Chapman  | 13,455 | 25,9 | −1.5  |
|                    | UKIP                 | Amjad Khan           | 2,705  | 5,2  | +3.0  |
|                    | Green                | Rosemary Warrington  | 1,506  | 2,9  | +0.3  |
|                    | Libéral Démocrate    | Ashburn Holder       | 1,014  | 2,0  | −15.0 |
| Majorité           | Majorité             | Majorité             | 19,777 | 38,1 | +16.0 |
| Participation      | Participation        | Participation        | 51,912 | 56,4 | −1.6  |
| Registre électeurs | Registre électeurs   | Registre électeurs   | 91,987 |      |       |
|                    | Labour Co-op retenir | Labour Co-op retenir | Swing  | +8.1 |       |

| Parti              | Parti                     | Candidat             | Voix   | %    | ±    |
| ------------------ | ------------------------- | -------------------- | ------ | ---- | ---- |
|                    | Labour Co-op              | Mike Gapes           | 25,311 | 49,4 | +0.6 |
|                    | Conservateur              | Toby Boutle          | 14,014 | 27,4 | +0.1 |
|                    | Libéral Démocrate         | Anood Al-Samerai     | 8,679  | 17,0 | −3.6 |
|                    | Green                     | Wilson Chowdhry      | 1,319  | 2,6  | N/A  |
|                    | UKIP                      | Terry Murray         | 1,132  | 2,2  | +0.6 |
|                    | Save King George Hospital | John Jestico         | 746    | 1,5  | N/A  |
| Majorité           | Majorité                  | Majorité             | 11,297 | 22,1 | +0.5 |
| Participation      | Participation             | Participation        | 51,201 | 58,0 | +4.4 |
| Registre électeurs | Registre électeurs        | Registre électeurs   | 86,220 |      |      |
|                    | Labour Co-op retenir      | Labour Co-op retenir | Swing  | +0.2 |      |

### Élections dans les années 2000
| Parti              | Parti                      | Candidat                   | Voix   | %    | ±     |
| ------------------ | -------------------------- | -------------------------- | ------ | ---- | ----- |
|                    | Travailliste Co-op         | Mike Gapes                 | 20,856 | 48,9 | −10.7 |
|                    | Conservateur               | Stephen Metcalfe           | 11,628 | 27,2 | +1.5  |
|                    | Libéral Démocrate          | Matthew E. Lake            | 8,761  | 20,5 | +9.2  |
|                    | British Public Party       | Kashif Rana                | 763    | 1,8  | +1.8  |
|                    | UKIP                       | Colin H. Taylor            | 685    | 1,6  | −1.8  |
| Majorité           | Majorité                   | Majorité                   | 9,228  | 21,6 | -12.3 |
| Participation      | Participation              | Participation              | 42,693 | 53,6 | −0.7  |
| Registre électeurs | Registre électeurs         | Registre électeurs         | 79,646 |      |       |
|                    | Travailliste Co-op retenir | Travailliste Co-op retenir | Swing  | −6.1 |       |

| Parti              | Parti                      | Candidat                   | Voix   | %    | ±     |
| ------------------ | -------------------------- | -------------------------- | ------ | ---- | ----- |
|                    | Travailliste Co-op         | Mike Gapes                 | 24,619 | 59,6 | +1.1  |
|                    | Conservateur               | Suresh Kumar               | 10,622 | 25,7 | −4.4  |
|                    | Libéral Démocrate          | Ralph Scott                | 4,647  | 11,3 | +5.0  |
|                    | UKIP                       | Harun Khan                 | 1,407  | 3,4  | N/A   |
| Majorité           | Majorité                   | Majorité                   | 13,997 | 33,9 | +5.5  |
| Participation      | Participation              | Participation              | 41,295 | 54,3 | −15.9 |
| Registre électeurs | Registre électeurs         | Registre électeurs         | 76,025 |      |       |
|                    | Travailliste Co-op retenir | Travailliste Co-op retenir | Swing  | +2.7 |       |

### Élections dans les années 1990
| Parti              | Parti                      | Candidat                   | Voix   | %     | ±     |
| ------------------ | -------------------------- | -------------------------- | ------ | ----- | ----- |
|                    | Travailliste Co-op         | Mike Gapes                 | 29,273 | 58,5  | +13.5 |
|                    | Conservateur               | Neil Thorne                | 15,073 | 30,1  | −14.3 |
|                    | Libéral Démocrate          | Aina Khan                  | 3,152  | 6,3   | −3.3  |
|                    | Référendum                 | David Hodges               | 1,073  | 2,1   | N/A   |
|                    | Socialiste Travailliste    | Bruce G. Ramsey            | 868    | 1,7   | N/A   |
|                    | BNP                        | Aron Owens                 | 580    | 1,2   | N/A   |
| Majorité           | Majorité                   | Majorité                   | 14,200 | 28,4  | +27.4 |
| Participation      | Participation              | Participation              | 50,019 | 70,2  | -6.5  |
| Registre électeurs | Registre électeurs         | Registre électeurs         | 71,202 |       |       |
|                    | Travailliste Co-op retenir | Travailliste Co-op retenir | Swing  | +16.6 |       |

| Parti              | Parti                                         | Candidat                                      | Voix   | %    | ±    |
| ------------------ | --------------------------------------------- | --------------------------------------------- | ------ | ---- | ---- |
|                    | Travailliste Co-op                            | Mike Gapes                                    | 19,418 | 45,4 | +7.9 |
|                    | Conservateur                                  | Neil Thorne                                   | 19,016 | 44,4 | −4.0 |
|                    | Libéral Démocrate                             | George G. Hogarth                             | 4,126  | 9,6  | −4.5 |
|                    | Natural Law                                   | Nandkishore Bramachari                        | 269    | 0,6  | N/A  |
| Majorité           | Majorité                                      | Majorité                                      | 402    | 1,0  | N/A  |
| Participation      | Participation                                 | Participation                                 | 42,829 | 76,7 | +4.9 |
| Registre électeurs | Registre électeurs                            | Registre électeurs                            | 55,741 |      |      |
|                    | Travailliste Co-op vainqueur sur Conservateur | Travailliste Co-op vainqueur sur Conservateur | Swing  | +6.0 |      |

### Élections dans les années 1980
| Parti              | Parti                | Candidat             | Voix   | %    | ±    |
| ------------------ | -------------------- | -------------------- | ------ | ---- | ---- |
|                    | Conservateur         | Neil Thorne          | 20,351 | 48,4 | +2.9 |
|                    | Travailliste         | Kenneth Jones        | 15,779 | 37,5 | +3.1 |
|                    | Liberal              | Ralph Scott          | 5,928  | 14,1 | −5.4 |
| Majorité           | Majorité             | Majorité             | 4,572  | 10,9 | -0.2 |
| Participation      | Participation        | Participation        | 42,058 | 71,8 | +1.2 |
| Registre électeurs | Registre électeurs   | Registre électeurs   | 58,572 |      |      |
|                    | Conservateur retenir | Conservateur retenir | Swing  |      |      |

| Parti              | Parti                | Candidat             | Voix   | %    | ±     |
| ------------------ | -------------------- | -------------------- | ------ | ---- | ----- |
|                    | Conservateur         | Neil Thorne          | 18,672 | 45,5 | -1.3  |
|                    | Travailliste         | J.H. Hogben          | 14,106 | 34,4 | -8.3  |
|                    | Liberal              | Ralph Scott          | 7,999  | 19,5 | +10.6 |
|                    | BNP                  | R.A. Martin          | 235    | 0,6  | -0.9  |
| Majorité           | Majorité             | Majorité             | 4,566  | 11,1 | +7.0  |
| Participation      | Participation        | Participation        | 41,012 | 70,6 | -5.3  |
| Registre électeurs | Registre électeurs   | Registre électeurs   | 58,208 |      |       |
|                    | Conservateur retenir | Conservateur retenir | Swing  |      |       |

### Élections dans les années 1970
| Parti              | Parti                                   | Candidat                                | Voix   | %    | ±     |
| ------------------ | --------------------------------------- | --------------------------------------- | ------ | ---- | ----- |
|                    | Conservateur                            | Neil Thorne                             | 19,290 | 46,8 | +6.55 |
|                    | Travailliste                            | Arnold Shaw                             | 17,602 | 42,7 | -2.01 |
|                    | Liberal                                 | Ralph Scott                             | 3,664  | 8,9  | -5.72 |
|                    | National Front                          | T.C. Fitzgerald                         | 636    | 1,5  | N/A   |
| Majorité           | Majorité                                | Majorité                                | 1,688  | 4,1  | N/A   |
| Participation      | Participation                           | Participation                           | 39,230 | 75,9 | +6.17 |
| Registre électeurs | Registre électeurs                      | Registre électeurs                      | 54,295 |      |       |
|                    | Conservateur vainqueur sur Travailliste | Conservateur vainqueur sur Travailliste | Swing  |      |       |

| Parti              | Parti                   | Candidat             | Voix   | %     | ±     |
| ------------------ | ----------------------- | -------------------- | ------ | ----- | ----- |
|                    | Travailliste            | Arnold Shaw          | 17,538 | 44,71 | +4.64 |
|                    | Conservateur            | Neil Thorne          | 15,789 | 40,25 | +2.84 |
|                    | Liberal                 | E. Yates             | 5,734  | 14,62 | -7.90 |
|                    | More Prosperous Britain | Tom Keen             | 169    | 0,43  | N/A   |
| Majorité           | Majorité                | Majorité             | 1,749  | 4,46  | +1.80 |
| Participation      | Participation           | Participation        | 39,230 | 69,73 | -7.20 |
| Registre électeurs | Registre électeurs      | Registre électeurs   | 56,257 |       |       |
|                    | Travailliste retenir    | Travailliste retenir | Swing  |       |       |

| Parti              | Parti                                   | Candidat                                | Voix   | %     | ±      |
| ------------------ | --------------------------------------- | --------------------------------------- | ------ | ----- | ------ |
|                    | Travailliste                            | Arnold Shaw                             | 17,201 | 40,07 | -2.96  |
|                    | Conservateur                            | Albert Cooper                           | 16,058 | 37,41 | -8.84  |
|                    | Liberal                                 | Gareth Wilson                           | 9,666  | 22,52 | +14.11 |
| Majorité           | Majorité                                | Majorité                                | 1,143  | 2,66  | N/A    |
| Participation      | Participation                           | Participation                           | 42,925 | 76,93 | +8.8   |
| Registre électeurs | Registre électeurs                      | Registre électeurs                      | 55,799 |       |        |
|                    | Travailliste vainqueur sur Conservateur | Travailliste vainqueur sur Conservateur | Swing  |       |        |

| Parti              | Parti                                   | Candidat                                | Voix   | %     | ±     |
| ------------------ | --------------------------------------- | --------------------------------------- | ------ | ----- | ----- |
|                    | Conservateur                            | Albert Cooper                           | 18,369 | 46,25 | +4.48 |
|                    | Travailliste                            | Arnold Shaw                             | 17,087 | 43,03 | -4.56 |
|                    | Liberal                                 | Gerald Leslie Wilson                    | 3,341  | 8,41  | -2.22 |
|                    | National Front                          | Malcolm Eric Leslie Skeggs              | 727    | 1,83  | N/A   |
|                    | Indépendant                             | Michael Joseph Marks                    | 190    | 0,48  | N/A   |
| Majorité           | Majorité                                | Majorité                                | 1,282  | 3,23  | N/A   |
| Participation      | Participation                           | Participation                           | 39,714 | 68,13 | -8.80 |
| Registre électeurs | Registre électeurs                      | Registre électeurs                      | 58,292 |       |       |
|                    | Conservateur vainqueur sur Travailliste | Conservateur vainqueur sur Travailliste | Swing  |       |       |

### Élections dans les années 1960
| Parti              | Parti                                   | Candidat                                | Voix   | %     | ±     |
| ------------------ | --------------------------------------- | --------------------------------------- | ------ | ----- | ----- |
|                    | Travailliste                            | Arnold Shaw                             | 20,613 | 47,59 | +9.52 |
|                    | Conservateur                            | Albert Cooper                           | 18,093 | 41,77 | -0.36 |
|                    | Liberal                                 | Irene Watson                            | 4,606  | 10,63 | -8.99 |
| Majorité           | Majorité                                | Majorité                                | 2,520  | 5,82  | N/A   |
| Participation      | Participation                           | Participation                           | 43,312 | 76,93 | +1.92 |
| Registre électeurs | Registre électeurs                      | Registre électeurs                      | 56,302 |       |       |
|                    | Travailliste vainqueur sur Conservateur | Travailliste vainqueur sur Conservateur | Swing  |       |       |

| Parti              | Parti                | Candidat             | Voix   | %     | ±      |
| ------------------ | -------------------- | -------------------- | ------ | ----- | ------ |
|                    | Conservateur         | Albert Cooper        | 18,352 | 42,13 | -8.37  |
|                    | Travailliste         | Arnold Shaw          | 16,659 | 38,25 | +3.20  |
|                    | Liberal              | Peter McGregor       | 8,547  | 19,62 | +5.17  |
| Majorité           | Majorité             | Majorité             | 1,693  | 3,89  | -11.57 |
| Participation      | Participation        | Participation        | 43,558 | 75,01 | -2.90  |
| Registre électeurs | Registre électeurs   | Registre électeurs   | 58,066 |       |        |
|                    | Conservateur retenir | Conservateur retenir | Swing  |       |        |

### Élections dans les années 1950
| Parti              | Parti                | Candidat              | Voix   | %     | ±     |
| ------------------ | -------------------- | --------------------- | ------ | ----- | ----- |
|                    | Conservateur         | Albert Cooper         | 23,876 | 50,50 | -6.23 |
|                    | Travailliste         | Gordon Borrie         | 16,569 | 35,05 | -8.22 |
|                    | Liberal              | Raymond V Netherclift | 6,832  | 14,45 | N/A   |
| Majorité           | Majorité             | Majorité              | 7,307  | 15,46 | +1.99 |
| Participation      | Participation        | Participation         | 47,277 | 77,91 | +2.59 |
| Registre électeurs | Registre électeurs   | Registre électeurs    | 60,678 |       |       |
|                    | Conservateur retenir | Conservateur retenir  | Swing  |       |       |

| Parti              | Parti                | Candidat             | Voix   | %     | ±     |
| ------------------ | -------------------- | -------------------- | ------ | ----- | ----- |
|                    | Conservateur         | Albert Cooper        | 27,292 | 56,73 | +1.98 |
|                    | Travailliste         | James Ranger         | 20,814 | 43,27 | -1.98 |
| Majorité           | Majorité             | Majorité             | 6,478  | 13,47 | +3.96 |
| Participation      | Participation        | Participation        | 48,106 | 75,32 | -7.34 |
| Registre électeurs | Registre électeurs   | Registre électeurs   | 63,866 |       |       |
|                    | Conservateur retenir | Conservateur retenir | Swing  |       |       |

| Parti              | Parti                | Candidat             | Voix   | %     | ±     |
| ------------------ | -------------------- | -------------------- | ------ | ----- | ----- |
|                    | Conservateur         | Albert Cooper        | 30,177 | 54,75 | +5.24 |
|                    | Travailliste         | James Ranger         | 24,938 | 45,25 | +3.72 |
| Majorité           | Majorité             | Majorité             | 5,239  | 9,51  | +1.53 |
| Participation      | Participation        | Participation        | 54,115 | 82,66 | -2.71 |
| Registre électeurs | Registre électeurs   | Registre électeurs   | 66,678 |       |       |
|                    | Conservateur retenir | Conservateur retenir | Swing  |       |       |

| Parti              | Parti                                   | Candidat                                | Voix   | %     | ±      |
| ------------------ | --------------------------------------- | --------------------------------------- | ------ | ----- | ------ |
|                    | Conservateur                            | Albert Cooper                           | 28,087 | 49,51 | +13.21 |
|                    | Travailliste                            | James Ranger                            | 23,558 | 41,53 | -6.47  |
|                    | Liberal                                 | Ronald Acott Hall                       | 4,170  | 7,35  | -8.35  |
|                    | Communiste                              | Dave Kelly                              | 913    | 1,61  | N/A    |
| Majorité           | Majorité                                | Majorité                                | 4,529  | 7,98  | N/A    |
| Participation      | Participation                           | Participation                           | 56,728 | 85,37 | +14.27 |
| Registre électeurs | Registre électeurs                      | Registre électeurs                      | 66,720 |       |        |
|                    | Conservateur vainqueur sur Travailliste | Conservateur vainqueur sur Travailliste | Swing  |       |        |

### Élections dans les années 1940
| Parti              | Parti                                  | Candidat             | Voix   | %    | ±   |
| ------------------ | -------------------------------------- | -------------------- | ------ | ---- | --- |
|                    | Travailliste                           | James Ranger         | 19,339 | 48,0 | N/A |
|                    | Conservateur                           | Edward Boulton       | 14,633 | 36,3 | N/A |
|                    | Liberal                                | Eric Arthur Holloway | 6,322  | 15,7 | N/A |
| Majorité           | Majorité                               | Majorité             | 4,706  | 11,7 | N/A |
| Participation      | Participation                          | Participation        | 40,294 | 71,1 | N/A |
| Registre électeurs | Registre électeurs                     | Registre électeurs   | 56,669 |      |     |
|                    | Travailliste vainqueur (nouveau siège) |                      |        |      |     |

### Sources
- Politics Resources (Résultats élections, depuis 1922)
- Electoral Calculus (Résultats élections, depuis 1955)